# Khaled al-Asaad
Khaled Mohamad al-Asaad (arabă  خالد الأسعد, n. 1932 – d. 18 august 2015, Palmira) a fost un arheolog sirian care a condus timp de peste 40 de ani muzeul și situl arheologic al orașului antic Palmira, înscris în Patrimoniul Mondial UNESCO. El a fost răpit, torturat și decapitat în public de către luptătorii Statului Islamic (ISIS), la vârsta de 83 de ani.

## Lucrări principale
- Asaad, Khaled (1980). Nouvelles découvertes archéologiques en Syrie. Damasc: Direction générale des antiquités et des musées. OCLC 602249622.; ediția a doua, 1990.
- Asaad, Khaled; Bounni, Adnan (1984). Palmyra. Geschichte, Denkmäler, Museum. Damasc: Direction générale des antiquités et des musées.
- Gawlikowski, Michael; Asaad, Khaled (1995). Palmyra and the Aramaeans. ARAM periodical. 7. Oxford: The ARAM Society for Syro-Mesopotamian Studies. OCLC 68075497.
- Asaad, Khaled (1995). „Restoration Work at Palmyra”. ARAM Periodical. 7 (1): 9–17. doi:10.2143/ARAM.7.1.2002213. OCLC 4632456923. (Necesită abonament (help)).
- Asaad, Khaled; Yon, Jean-Baptiste (2001), Inscriptions de Palmyre. Promenades épigraphiques dans la ville antique de Palmyre (= Guides archéologiques de l'Institut Français d’Archéologie du Proche-Orient vol. 3). Institut Français d'Archéologie du Proche-Orient, Beirut 2001; ISBN 2-912738-12-1.
- Asaad, Khaled; Schmidt-Colinet, Andreas (ed.) (2013), Palmyras Reichtum durch weltweiten Handel. Archäologische Untersuchungen im Bereich der hellenistischen Stadt. 2 vol. Holzhausen, Viena 2013; ISBN 978-3-90286-863-3, ISBN 978-3-90286-864-0.